# 聖母に別れを告げるキリスト (ロット)
『聖母に別れを告げるキリスト』（せいぼにわかれをつげるキリスト、伊:Commiato di Cristo dalla madre）は、ロレンツォ・ロットが1521年に制作したカンヴァス上の油彩画である。現在、ベルリン絵画館に所蔵されている。本作は、ロンドンにあるコレッジョの小品、『聖母に別れを告げるキリスト』といくつかの類似点がある。
作品には、「Laurentjo / Lotto Pictor / 1521」と署名と制作年が記されている。画面の右下部分に描かれている、ベルガモ出身の貴婦人、エリザベッタ・ロータのために、ロットが『サント・スピリト祭壇画』と『サン・ベルナルディーノ祭壇画』を制作したのと同じ年である。エリザベッタはドメニコ・タッシの妻であり、タッシ自身、ロットに『聖ヒエロニムス』と『キリストの降誕』を依頼した。『キリストの降誕』のほうにはタッシの肖像が描かれており、本作とはおそらく元々は対作品であった。
十字架に架けられるためにエルサレムを出発する前に、キリストが聖母マリアに別れを告げる場面は、信仰に関する文学では人気があるが、福音書には載っていない。キリストと聖母マリアの二人の構図は、受胎告知の構図に基づいている。聖母マリアは女性の聖人と使徒ヨハネに支えられており、聖ペテロと大ヤコブは左側に表されている。